# Acanthemblemaria betinensis
Acanthemblemaria betinensis is een  straalvinnige vissensoort uit de familie van snoekslijmvissen (Chaenopsidae). De wetenschappelijke naam van de soort is voor het eerst geldig gepubliceerd in 1974 door Smith-Vaniz & Palacio.